# Потапов, Виктор Павлович
Виктор Павлович Потапов (7 января 1934, с. Муратовка, Средневолжский край — 23 июня 2021) — советский и российский военачальник. Командующий авиацией Военно-Морского Флота (1988—1994), генерал-полковник авиации (1985). Заслуженный военный лётчик СССР (1975).

## Биография
Родился в семье крестьянина. Русский. Позднее семья переехала в Ташкент, где окончил среднюю школу в 1951 году. Также учился в Ташкентском аэроклубе, где налетал свыше 100 часов на По-2.
В ВМФ СССР с августа 1951 года. В 1954 году окончил Военно-морское минно-торпедное авиационное училище имени С. А. Леваневского в Николаеве. С 1954 по 1959 годы служил лётчиком и старшим лётчиком в минно-торпедном авиационном полку ВВС Черноморского флота. В 1957 году был в числе первых морских лётчиков, которые прошли переобучение с торпедоносцев на реактивные ракетоносцы Ил-28 и Ту-16.
В 1962 году окончил Военно-морскую академию с золотой медалью. С 1962 года командовал эскадрильей в 124-м морском ракетоносном авиационном полку ВВС Черноморского флота, на базе которого отрабатывались основы тактики зарождающейся морской ракетоносной авиации. В. П. Потапов был в числе первых советских лётчиков, освоивших полёты на полный радиус с подвешенными ракетами, дозаправку в воздухе ракетоносца над морем днём и ночью, пуски крылатых ракет по морским целям. С февраля 1966 года служил заместителем командира и командиром 392-го отдельного дальнеразведывательного авиационного полка ВВС Северного флота (полк базировался на аэродроме Кипелово в Вологодской области и летал на самолётах Ту-95РЦ). С июня 1967 года — командир 24-го отдельного морского противолодочного авиационного полка, оснащенного самолётами Ил-38 (аэродром Кипелово, Вологодская область). По итогам 1969 года полк был признан отличным полком и награждён соответствующим вымпелом Главнокомандующего ВМФ СССР.
С февраля 1971 года — командир 5-й морской ракетоносной авиационной дивизии ВВС Северного флота. Летал на разведку и сопровождение корабельных сил ВМС США и ВМС иных государств блока НАТО, выполнял служебно-боевые задачи в центральной и южной частях Атлантического океана с использованием аэродромов на Кубе, в Анголе и Гвинее. В условиях «Холодной войны» такие вылеты производились в условиях жёсткого прессинга со стороны перехватчиков авиации вероятного противника. С 1974 по 1978 годы — заместитель командующего ВВС Северного флота.
В 1980 году окончил Военную академию Генерального штаба Генерального штаба Вооружённых Сил СССР имени К. Е. Ворошилова с золотой медалью. С 1980 года — командующий ВВС Северного флота. С 1986 года служил первым заместителем командующего авиацией Военно-Морского Флота СССР.
С 1988 года — командующий авиацией Военно-Морского Флота СССР (позднее должность именовалась начальник авиации). С 1992 года — командующий авиацией Военно-Морского Флота Российской Федерации.
С 1994 года — в запасе по достижении предельного возраста.
Жил в Москве. Работал в ОКБ Сухого, затем директором Московского филиала холдинговой компании «Ленинец», создающей новые авиационные радиоэлектронные комплексы для различных типов самолётов.
Именем Виктора Потапова в 2017-м году был назван противолодочный самолёт Ил-38, переданный в Ейск в ЦБП и ПЛС морской авиации ВМФ РФ.
Скончался 23 июня 2021 года. Похоронен на Троекуровском кладбище.

## Награды
- Орден Октябрьской Революции
- Орден Красного Знамени
- Орден Красной Звезды (1968)
- Медали СССР
- Медали РФ
- Заслуженный военный лётчик СССР (1975)
- Медаль «За укрепление дружбы по оружию» в бронзе (ЧССР, 1970)[7]

## Воинские звания
- генерал-майор авиации (1972)
- генерал-лейтенант авиации (1981)
- генерал-полковник авиации (22.04.1985).